# Arc de Triomphe du Carrousel
De Arc de Triomphe du Carrousel is een triomfboog vlak bij het Louvre in Parijs en wordt ook wel de Petit Arc de Triomphe genoemd, ter onderscheid van de veel grotere en bekendere Arc de Triomphe (de l'Étoile), die ook in Parijs staat.
De triomfboog staat op de Place du Carrousel, zo genoemd omdat hier vroeger een plek was voor paardendressuur.

## Geschiedenis
Deze triomfboog werd van 1807 tot 1809 gebouwd in opdracht van keizer Napoleon I, naar het voorbeeld van de Boog van Septimius Severus in Rome. Napoleon liet dit monument bouwen naar aanleiding van zijn overwinning in de Slag bij Austerlitz in 1805. Het vierspan met de Godin van de Vrede werd gemaakt in 1828 door François Joseph Bosio.
De boog stond vlak voor het Tuilerieënpaleis dat in 1871 door een brand werd verwoest tijdens de Commune van Parijs.
Arc de Triomphe du Carrousel · Arc de Triomphe · Grande Arche · Porte Saint-Denis · Porte Saint-Martin
Zie ook: Lijst van bezienswaardigheden in Parijs · Axe historique
- Gemeinsame Normdatei: 7718627-8
- Virtual International Authority File: 244804428